# شتاینسبرگ
شتاینسبرگ (به آلمانی: Steinsberg) یک شهر در آلمان است که در Verbandsgemeinde Diez واقع شده‌است.